# Mühlental
Mühlental è un comune di 1.588 abitanti della Sassonia, in Germania.
Appartiene al circondario (Landkreis) del Vogtland (targa V) ed è parte della comunità amministrativa (Verwaltungsgemeinschaft) di Schöneck/Mühlental.